# 851 (číslo)
Osm set padesát jedna je přirozené číslo, které následuje po čísle osm set padesát a předchází číslu osm set padesát dva. Římskými číslicemi se zapisuje DCCCLI.

## Matematika
851 je:
- Poloprvočíslo
- Deficientní číslo
- Nešťastné číslo

## Astronomie
- (851) Zeissia je planetka hlavního pásu, kterou objevil v roce 1916 Sergej Ivanovič Beljavskij

## Roky
- 851
- 851 př. n. l.